# Mouvement ondulatoire unifié

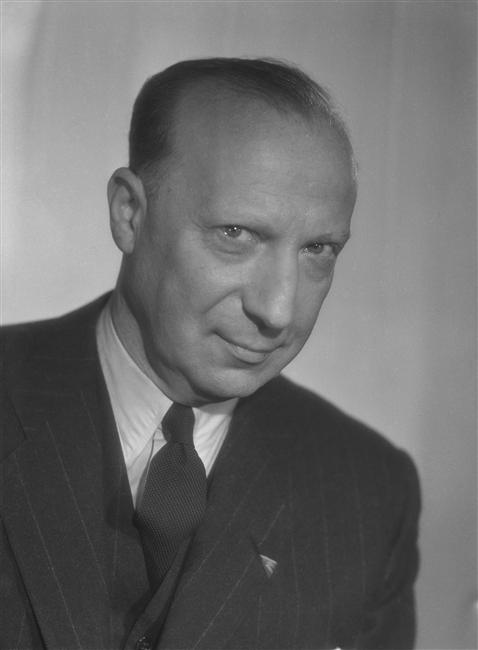
Pierre Dac en 1947.

Le Mouvement ondulatoire unifié (MOU) est un parti politique fantaisiste fondé par l'humoriste Pierre Dac le 9 février 1965 en vue de l'élection présidentielle française de 1965.

## Slogan
Le slogan du MOU était : « Les temps sont durs, votez MOU ! ».

## Histoire
Pierre Dac officialise sa candidature à l'élection présidentielle le 11 février 1965. Il présente deux de ses futurs ministres, Jean Yanne et René Goscinny.
Pendant les mois suivants, il précise son programme électoral dans l'éditorial de L'Os à moelle. Le programme électoral du MOU prévoyait notamment de ne pas dissoudre l'Assemblée nationale dans l'acide sulfurique.
En septembre 1965, l'Élysée lui demande de retirer sa candidature, ce que Pierre Dac s'empresse de faire, par fidélité au général de Gaulle, chef de la France libre.